# Mars Sample Return Mission
Mars Sample Return Mission — предложенная межпланетная космическая экспедиция на Марс, целью которой является сбор образцов марсианского грунта и доставка его на Землю для анализа, совместный проект НАСА и ЕКА. 
Если бы экспедиция стартовала в 2026 году, то на Землю образцы прибыли бы в 2031 году. Однако разработчики столкнулись с существенным превышением стоимости миссии от изначально запланированных затрат, в связи с чем её окончательная архитектура и сроки осуществления остаются неопределёнными..

## Описание экспедиции
В составе экспедиции направляется два аппарата: орбитальный «Earth Return Orbiter» (ERO), разработанный ЕКА, и спускаемый «Sample Retrieval Lander» (SRL), разработанный НАСА.
Целью SRL будет доставка спускаемого аппарата до орбиты Марса, а целью орбитального аппарата ERO — доставка образцов грунта обратно на Землю; орбитальный аппарат также сможет выполнять роль ретранслятора связи для посадочного модуля.
SRL
Посадочный модуль Sample Retrieval Lander (SRL, "Посадочный модуль для возвращения образцов") будет состоять из 
стационарной посадочной платформы, марсохода «Sample Fetch Rover» (SFR) и небольшой ракеты под названием «Mars Ascent Vehicle» (MAV, "Транспортное средство для взлёта с Марса") для подъёма грунта на орбиту Марса.
После посадки на Марс, Sample Fetch Rover соберёт отобранные в ходе экспедиции Mars 2020 образцы грунта, которые будут заключены в герметичные пробирки, привезёт их к стационарному модулю (там пробы будут упакованы в один контейнер размером с баскетбольный мяч) и загружены, при помощи специального манипулятора, в MAV. Затем MAV стартует с посадочной платформы на орбиту Марса.
Созданием Sample Fetch Rover занималось ЕКА, оно также отвечало за роботизированную руку, которая перегружала бы образцы с марсохода на взлётный модуль. Остальные задачи возлагались на НАСА.
ERO
Орбитальный аппарат Earth Return Orbiter (ERO, "Орбитальный аппарат для возвращения на Землю") захватит MAV (где будет контейнер с образцами), поместит его в стерильный модуль и направится обратно к Земле. Сблизившись с нашей планетой, он сбросит капсулу с пробами, которая должна приземлиться на территории США.
| Гильзы   | Сол | Дата       | Тип пробы              | Район                       | Объект        | Керн       | Длина | Примечания     |
| -------- | --- | ---------- | ---------------------- | --------------------------- | ------------- | ---------- | ----- | -------------- |
| Tube 1   | 120 | 21.06.2021 | Witness                | Polygon Valley              | N/A           | N/A        | N/A   | N/A            |
| Tube 2   | 164 | 05.08.2021 | Атмосфера              | Polygon Valley              | Roubion       | —          | —     | Грунт не взят  |
| Tube 3   | 190 | 01.09.2021 | Магматиче- ские породы | Гряда Artuby                | Rochette      | Montdenier | 5,98  |                |
| Tube 4   | 196 | 08.09.2021 | Магматиче- ские породы | Гряда Artuby                | Rochette      | Montagnac  | 6,14  |                |
| Tube 5   | 262 | 14.11.2021 | Магматиче- ские породы | Гряда Artuby                | Brac          | Salette    | 6,28  |                |
| Tube 6   | 271 | 24.11.2021 | Магматиче- ские породы | Гряда Artuby                | Brac          | Coulettes  | 3,30  |                |
| Tube 7   | 295 | 18.12.2021 | Магматиче- ские породы | Южный Séítah, формация Máaz | Issole        | Robine     | 6,08  |                |
| Tube 8   | 306 | 29.12.2021 | Магматиче- ские породы | Южный Séítah, формация Máaz | Issole        | —          | —     | Проба заменена |
| Tube 8   | 337 | 31.01.2022 | Магматиче- ские породы | Южный Séítah, формация Máaz | Issole        | Malay      | 3,07  |                |
| Tube 9   | 371 | 07.03.2022 | Магматиче- ские породы | Южный Séítah, формация Máaz | Sid           | Hahonih    | 6,50  |                |
| Tube 10  | 377 | 13.03.2022 | Магматиче- ские породы | Южный Séítah, формация Máaz | Sid           | Atsah      | 6,00  |                |
| Tube 11  | 490 | 07.07.2022 | Осадочные породы       | Фронт дельты                | Skinner Ridge | Swift Run  | 6,69  |                |
| Tube 12  | 495 | 12.07.2022 | Осадочные породы       | Фронт дельты                | Skinner Ridge | Skyland    | 5,85  |                |
| Tube 13  | 499 | 16.07.2022 | Witness                | »                           | N/A           | N/A        | N/A   | N/A            |
| Tube 14  | 509 | 27.07.2022 | Осадочные породы       | Фронт дельты                | Wildcat Ridge | Hazeltop   | 5,97  |                |
| Tube 15  | 516 | 03.08.2022 | Осадочные породы       | Фронт дельты                | Wildcat Ridge | Bearwallow | 6,24  |                |
| Tube 16  | 575 | 02.10.2022 | Осадочные породы       | Фронт дельты                | Amalik        | Shuyak     | 5,55  |                |
| Tube 17  | 579 | 06.10.2022 | Осадочные породы       | Фронт дельты                | Amalik        | Mageik     |       | Не запечатана  |
| Tube 18  | 586 | 14.10.2022 | Witness                | »                           | N/A           | N/A        | N/A   | N/A            |
| 1. 2. 3. |     |            |                        |                             |               |            |       |                |

Планируется, что орбитальный аппарат ERO будет весить 6 тонн и иметь солнечные батареи площадью 144 кв. метра и размахом более 40 метров (это одни из самых больших солнечных панелей, когда-либо запускавшихся в космос) — энергия от них понадобится электрореактивным двигателям корабля, на которых он будет добираться до Марса и обратно; только при самом выходе на околомарсианскую орбиту будут задействованы двигатели на химическом топливе.
Аппарат ERO должен быть выведен в космос новейшей европейской ракетой Ариан-6 (Ariane 6), первый запуск которой намечен на 2023 год.
В 2020 году ЕКА определило, что главным подрядчиком программы ERO станет компания Airbus; на это выделен 491 миллион евро.

## Научное использование
Посадочные зонды, орбитальные средства и планетоходы предоставляют учёным крайне ограниченный набор средств изучения материальных объектов, находящихся на поверхности небесных тел. Методика таких исследований отражает уровень развития науки по состоянию на дату запуска очередной экспедиции. Доставка образцов на Землю средствами Mars Sample Return Mission выводит космическую геологию на качественно новый уровень, позволяя исследовать реголит по методикам, которые могут появляться через года и десятилетия после того, как керны окажутся на Земле.
Вместе с тем, этот алгоритм имеет такой очевидный недостаток, как невозможность «задним числом» изменить процедуры, заложенные на стадии конструирования оборудования соответствующих аппаратов, добавить новые тесты и т.п. Применительно к Марсу стратегическая задача формулируется, как поиск свидетельств наличия хотя бы примитивных форм жизни, которые гипотетически могли существовать несколько миллиардов лет назад и на данный момент представляют собой окаменелые артефакты. Тем не менее, гильзы, в которых должны быть доставлены эти керны, обеспечивают защиту образцов от загрязнения, включая радиационное, на относительно непродолжительном этапе транспортировки образцов с Марса на Землю.

## Сдвиг сроков
27 июля 2022 года NASA сообщило о пересмотре конфигурации Mars Sample Return Mission. Было принято решение отказаться от ровера-сборщика пробирок (SFR). Процедурой перегрузки образцов теперь будет заниматься сам «Perseverance». Если он по каким-либо причинам выйдет из строя, то перегрузкой образцов займутся два беспилотных вертолета, аналогичных «Ingenuity», которые отправятся к Марсу вместе с MAV.
Так же были сдвинуты сроки программы — запуск ERO сместился на 2027 год, а посадочного модуля SRL — на 2028 год. Возвращение образцов марсианских пород на Землю сдвинулось на срок после 2033 года.
13 ноябре 2023 года миссия была поставлена на "паузу".
22 ноября 2023 года NASA сообщила, что миссия может быть подвергнута "изменению масштаба" из-за нехватки средств.
16 апреля 2024 года НАСА был опубликован запрос предложений к промышленным предприятиям и Центрам НАСА по альтернативным подходам к общей архитектуре MSR и отдельным ее элементам, таким как посадочный модуль и взлетная ракета. Представители НАСА отмечают, что заинтересованы не обязательно в новых технологиях, а в любых идеях, которые позволили бы, например, снизить стоимость разработки марсианской взлетной ракеты. Агентство готово пойти и на снижение количества доставляемых образцов.
7 января 2025 года НАСА объявило, что планирует изучить два подхода к миссии по возвращению грунта с Марса – Mars Sample Return. Первый подход НАСА будет основан на модернизации первоначально выбранной архитектуры, а во втором подходе планируется использовать коммерческие решения. Агентство не раскрыло подробности о проектах, разрабатываемых частными подрядчиками, ссылаясь на коммерческую тайну, однако известно, что контракты достались компаниям SpaceX и Blue Origin. В НАСА рассчитывают, что параллельное изучение двух подходов с окончательным определением архитектуры миссии Mars Sample Return  продолжится до середины 2026 года. 
На январь 2025 года предполагается, что европейский перелетный модуль будет запущен в 2030 году, а посадочный модуль НАСА – в 2031 году. Это позволит вернуть на Землю образцы грунта в период с 2035 по 2039 год.